# Amiret Hajjaj
Amiret Hajjaj o Amirat Hojjaj o Amiret El Hojjaj (àrab: عميرة الحجاج, ʿAmīrat al-Ḥajjāj) és un poble tunisià de la governació de Monastir. Constitueix una municipalitat amb 8.121 habitants el 2014.

## Administració
Forma una municipalitat o baladiyya, amb codi geogràfic 32 30 (ISO 3166-2:TN-12).
Al mateix temps, constitueix un sector o imada, amb codi geogràfic 32 58 61, dins de la delegació o mutamadiyya de Moknine (32 58).